# Rover 200-serie
Rover 200-serien var en lille mellemklassebil bygget af den britiske bilproducent Rovermellem 1984 og 1999. 
Rover 200-serien blev fremstillet i England i tre forskellige udgaver/generationer. Første generation var en firdørs sedan, der var baseret på Hondas Ballade (samme platform som Concerto og Civic). 200-serien var en del af British Leylands strategi, der udfasede en række indbyrdes konkurrerende modeller, og i stedet introducere kun to modeller i klassen, én under Rover-mærket, og én under Austin-mærket. 
Anden generation af Rover 200-serien blev fremstillet som hatchback med tre eller fem døre samt som coupé og cabriolet. Søstermodellen, Honda Concerto, blev bygget på Rovers fabrik i Longbridge. Tredje og sidste generation blev udviklet alene af Rover på forgængerens platform og blev fremstillet som 3- eller 5-dørs hatchback. Kort inden BMW's salg af Rover i 2000 og efter et facelift fik modellen et nyt navn og blev solgt som Rover 25. Dedn faceliftede model blev også solgt af MG som MG ZR i en variant med ændret affjedring. Produktionen ophørte, at MG Rover gik konkurs i 2005. Rettighederne til produktion af modellen og værktøjer blev ved konkursen solgt til kinesiske Nanjing Automobile Group, der i dag er en del af SAIC Motor.

## Første generation 213−216
Første generation af Rover 200-serien debuterede i 1984. I starten fandtes modellen kun som firedørs sedan og var baseret på Rovers daværende samarbejdspartner Hondas model Concerto/Civic. Modellen fandtes med motorer fra 1,3 til 1,6 liter, hvilket resulterede i modelnavnene 213 hhv. 216. Karrosseriet og teknikken kom fra Honda, mens visse kosmetiske detaljer og udstyr var unikke for Rover 200-serien. Modellen blev bygget i Cowley, Storbritannien.

### Tekniske specifikationer
| Model              | Cylindre | Ventiler | Slagvolume cm³ | Max. effekt kW (hk) / omdr. | Max. drejningsmoment Nm / omdr. | 0-100 km/t sek. | Topfart km/t | Byggeår     |
| ------------------ | -------- | -------- | -------------- | --------------------------- | ------------------------------- | --------------- | ------------ | ----------- |
| 213 S/SE           | 4        | 12       | 1342           | 54 (73) / 6000              | 102 / 3500                      | 12,6            | 155          | 1985 − 1990 |
| 216 S/SE           | 4        | 8        | 1598           | 63 (86) / 5600              | 132 / 3500                      | 10,9            | 164          | 1985 − 1990 |
| 216 SE/Vitesse EFi | 4        | 8        | 1598           | 75 (102) / 6000             | 138 / 3500                      | 10,3            | 174          | 1985 − 1990 |

## Anden generation 213−220
I 1989 kom næste generation, som også var baseret på en Honda-model, selv om forskellene nu var større. Denne generation fandtes som tre- og femdørs hatchback, todørs sportscoupé og cabriolet. Modellen blev bygget i Longbridge og fandtes med motorer på mellem 1,3 og 2,0 liter, hvoraf sidstnævnte fandtes i trimningsgrader op til 200 hk.
I begyndelsen af 1990'erne fik 200-serien et mindre facelift og blev i 1995 afløst af en ny model med samme navn, selv om cabriolet- og coupéversionerne blev bygget frem til 1999. Sammen med firedørsversionen 400 blev den Rovers i særklasse mest producerede model med over 1.000.000 producerede enheder.

### Tekniske specifikationer
| Model                   | Cylindre | Ventiler | Slagvolume cm³ | Max. effekt kW (hk) / omdr. | Max. drejningsmoment Nm / omdr. | 0-100 km/t sek. | Topfart km/t | Byggeår     |
| ----------------------- | -------- | -------- | -------------- | --------------------------- | ------------------------------- | --------------- | ------------ | ----------- |
| Benzinmotorer           |          |          |                |                             |                                 |                 |              |             |
| 214 S                   | 4        | 8        | 1396           | 56 (76) / 5700              | 117 / 3500                      |                 |              | 1990 − ?    |
| 214i                    | 4        | 8        | 1396           | 55 (75) / 5500              | 117 / 3500                      | 12,2            | 165          | 1993 − 1996 |
| 214 Si/SLi/GSi          | 4        | 16       | 1396           | 68 (92) / 6250              | 122 / 4000                      | 12,4            | 169          | 1990 − 1994 |
| 214 Si/SLi/Cabriolet    | 4        | 16       | 1396           | 76 (103) / 6000             | 127 / 5000                      | 10,1            | 175          | 1992 − 1996 |
| 216 SLi/GSi/Cabriolet   | 4        | 16       | 1590           | 82 (112) / 6300             | 138 / 5200                      | 9,5             | 190          | 1990 − 1999 |
| 216 GTi/Cabriolet/Coupé | 4        | 16       | 1590           | 90 (122) / 6300             | 140 / 5700                      | 9,5             | 196          | 1991 − 1996 |
| 220 GSi/GTi/Coupé       | 4        | 16       | 1994           | 100 (136) / 6000            | 185 / 2500                      | 8,2             | 204          | 1992 − 1996 |
| 220 Coupé Turbo         | 4        | 16       | 1994           | 147 (200) / 6100            | 237 / 2100                      | 6,9             | 240          | 1993 − 1994 |
| Dieselmotorer           |          |          |                |                             |                                 |                 |              |             |
| 218 D/SD/SDe            | 4        | 8        | 1905           | 49 (67) / 4600              | 123 / 2300                      | 18,5            | 157          |             |
| 218 SLD/GSD Turbo       | 4        | 8        | 1769           | 65 (88) / 4300              | 180 / 2500                      | 12,5            | 170          | 1991 − 1993 |

## Tredje generation 200−214/25
I 1995 introduceredes den sidste generation af Rover 200-serien. Denne version var bemærkelsesværdigt mindre i størrelse, da den også skulle erstatte minibilen Metro, og fandtes kun som tre- og femdørs hatchback. Modellen blev først udviklet sammen med Honda, men inden modellen blev introduceret var dette samarbejde ophørt og Rover opkøbt af BMW-koncernen. Dette førte til at 200-serien fik egenudviklede motorer på mellem 1,1 og 2,0 liter.
I 1999 fik modelserien et facelift for at ligne den større Rover 75, og samtidig skiftede modellen navn til Rover 25.
Næste facelift kom i 2004, hvilket indebar en ny kølergrill, nye forlygter og nye fælge. En lignende model med stærkere motor og højere udstyrsniveau solgtes i nogle år som MG ZR. Samtidig med Rovers konkurs i 2005 ophørte produktionen af Rover 25.

### Tekniske specifikationer
| Model         | Cylindre | Ventiler | Slagvolume cm³ | Max. effekt kW (hk) / omdr. | Max. drejningsmoment Nm / omdr. | 0-100 km/t sek. | Topfart km/t | Byggeår     |
| ------------- | -------- | -------- | -------------- | --------------------------- | ------------------------------- | --------------- | ------------ | ----------- |
| Benzinmotorer |          |          |                |                             |                                 |                 |              |             |
| 214i          | 4        | 8        | 1396           | 55 (75) / 5500              | 117 / 2500                      | 13,3            | 165          | 1996 − 1999 |
| 214 Si        | 4        | 16       | 1396           | 76 (103) / 6000             | 127 / 3000                      | 10,7            | 185          | 1996 − 1999 |
| 216 Si        | 4        | 16       | 1589           | 82 (112) / 6000             | 145 / 3000                      | 9,9             | 190          | 1996 − 1999 |
| 200 Vi        | 4        | 16       | 1796           | 106 (144) / 6750            | 174 / 4000                      | 8,0             | 205          | 1996 − 1999 |
| Dieselmotorer |          |          |                |                             |                                 |                 |              |             |
| 220 D/SD      | 4        | 8        | 1994           | 63 (86) / 4500              | 170 / 2000                      | 12,9            | 170          | 1996 − 1999 |
| 220 SDi/TDi   | 4        | 8        | 1994           | 77 (105) / 4200             | 210 / 2000                      | 10,4            | 185          | 1998 − 1999 |